# Julián Pedro Martínez
Julián Pedro Martínez (Buenos Aires, 29 de abril de 1881 - Paraná, 26 de junio de 1966) fue un sacerdote católico argentino, quinto obispo de Paraná.

## Trayectoria
Estudió en el Seminario Conciliar de la ciudad de Paraná, donde se ordenó presbítero en 1907; fue uno de los dos primeros presbíteros ordenados en ese seminario. Allí fue durante dos décadas cura párroco y fiscal diocesano.
En 1927 fue nombrado y consagrado obispo de la Diócesis de Paraná, que incluía la totalidad de la provincia de Entre Ríos. Durante su gestión se fundó la Acción Católica y se realizaron los primeros congresos de jóvenes y el primer Congreso Eucarístico Diocesano. Por razones de salud no pudo participar del Congreso Eucarístico Internacional de Buenos Aires en 1934, y por las mismas razones renunció a su obispado.
Tras ser reemplazado en el cargo, la Diócesis de Paraná fue elevada a la dignidad de Arquidiócesis, cargo para el cual fue nombrado monseñor Zenobio Lorenzo Guilland. Monseñor Martínez fue nombrado obispo titular de Ibora, una antigua diócesis de la provincia romana del Ponto. Vivió aún treinta y dos años más en Paraná, ejerciendo como conservador del Museo Histórico de la Iglesia desde su fundación en 1949.
Falleció en Paraná en 26 de junio de 1966.